# Bruno China
Bruno China, właśc. Bruno Manuel Rodrigues Silva (ur. 5 sierpnia 1982 w Matosinhos) – portugalski piłkarz występujący na pozycji pomocnika, a następnie trener. Wychowanek klubu Leixões S.C., dla którego wystąpił w 165 meczach, zdobywając 5 bramek. W 2009 roku został zawodnikiem RCD Mallorca. W 2010 roku przeszedł do Rio Ave FC. Następnie grał w Académice Coimbra (2012-2014), CF Os Belenenses (2014-2014) i ponownie w Leixões (2016-2018).